# Hermann Weimer
Hermann Weimer (* 19. März 1872 in Limburg an der Lahn; † 13. Juni 1942 in Frankfurt am Main) war ein deutscher Pädagoge und Psychologe.
Der Sohn eines Fotografen Weimer machte 1891 das Abitur in Darmstadt. Er studierte in Marburg, wo er seit 1894 Mitglied des Akademisch-Neuphilologischen Vereines (seit 1925 Marburger Burschenschaft Rheinfranken) war, Germanistik, Romanistik, Anglistik, Theologie und Pädagogik. 1899 promovierte er in Marburg über den niederdeutschen Poeten Johann Lauremberg. 1902 veröffentlichte er erstmals eine Geschichte der Pädagogik in der Sammlung Göschen, die  bisher 19 Auflagen erreicht hat (bearb. nach 1954 von seinem Sohn Heinz Wiemer, ab 1991 von Juliane Jacobi). 1925 legte er eine psychologische Studie über die Ursachen von Fehlern bei Schülern vor und eröffnete mit der Fehlerpsychologie ein neues Gebiet der empirischen Psychologie. Als Lehrer und Schulleiter war er in Südhessen tätig, von 1912 bis 1927 leitete er das Riehl-Realgymnasium in Biebrich, bis er 1927 als Dozent und Professor für Pädagogik und Psychologie an die neu eingerichtete Pädagogische Akademie Frankfurt am Main berufen wurde.  Zugleich war er ihr Direktor, 1932 mit Erich Weniger zusammen. Dem Leiter Weimer hat 1928, nach dem Tode von Georg Reichwein, der spätere NS-Pädagoge Ernst Krieck seine Berufung an die Akademie zu verdanken. Die Akademie wurde 1932 aus finanziellen Gründen eingeschränkt, weshalb Weimer in den Schuldienst zurückging. Er trat in die NSDAP ein. Aus Altersgründen wurde er nicht erneut berufen, obwohl Krieck seit 1933 einen rasanten Aufstieg erlebte. Weimer publizierte weiter. Ein sehr naher Schüler in der Fehlerpsychologie war Arthur Kießling, der auch in Frankfurt Dozent wurde. Beider Forschungen fanden lange Zeit kaum breiteres Interesse, was sich inzwischen geändert hat.
Weimer interessiert sich nur für Fehler, die man macht, nicht solche, die man z. B. im Charakter hat. Des Weiteren unterscheidet er Täuschung, Irrtum und Fehler. Letzterer ist eine „Handlung, die gegen den Willen des Urhebers vom Richtigen abweicht“ (Weimer), und zwar aufgrund des Versagens psychischer Funktionen, in der Aufmerksamkeit, im Denken oder im Gedächtnis. Wenn man dieses erkannt hat, lassen sich Fehler vor allem in der Schule vermeiden.

## Schriften
- Laurembergs Scherzgedichte, die Art und die Zeit ihrer Entstehung. Inaugural-Dissertation Universität Marburg, Diedr. Soltau in Norden, 1899
- Geschichte der Pädagogik.  G. J. Göschen’sche Verlagshandlung, Leipzig 1902 (19. Auflage bei de Gruyter, 1991) ISBN 978-3-11-012229-9
- Der Weg zum Herzen des Schülers, Beck, München 1907
- Schulzucht, Handbuch für höhere Schulen, Leipzig 1919
- Psychologie der Fehler, Klinkhardt, Leipzig 1925
- Fehlerbehandlung und Fehlerbewertung : mit einem Anhang: Geschichtliches und Grundsätzliches zur Fehlerforschung, Klinkhardt, Leipzig 1926
- Fehlerverhütung und Fehlervermeidung, Hoch, Düsseldorf 1939